# H-E-B Center
Das H-E-B Center (voller Name: H-E-B Center at Cedar Park) ist eine Multifunktionsarena in der US-amerikanischen Stadt Cedar Park im Bundesstaat Texas. Die Veranstaltungsstätte ist im Besitz der Stadt Cedar Park ist. Sie bietet 6863 Zuschauern bei Eishockeyspielen, 7200 Besuchern beim Basketball sowie bis zu 8500 Zuschauern bei Konzerten Platz.

## Geschichte
Das Cedar Park Center in der Nähe von Austin wurde als Heimspielstätte für die Texas Stars aus der American Hockey League gebaut, nachdem das Farmteam der Dallas Stars zur Spielzeit 2009/10 nach Cedar Park umgesiedelt wurde. 2010 kam mit den Austin Spurs aus der NBA G-League ein weiterer Mieter hinzu, wobei die Anlage aber auch für andere Veranstaltungen wie z. B. Konzerte genutzt werden kann. 2014 trugen die Austin Aces aus der World TeamTennis (WTT) ihre Partien in der Arena in Cedar Park aus. Seit 2016 nutzen die Austin Acoustic  aus der Legends Football League (LFL) die Halle.
Der Baubeginn des 55 Mio. US-Dollar teuren Cedar Park Center war am 10. Juni 2008 und am 25. September 2009 wurde die Halle mit einem Konzert von George Strait eröffnet. Der Besitzer ist die Stadt Cedar Park. Seit 2014 wird das Center von der Northland Properties, LLC betrieben.
Im April 2016 wurde die Einzelhandelsunternehmen HEB Grocery Co. mit Sitz in San Antonio neuer Namenssponsor der Mehrzweckhalle von Cedar Park.